# Persicaria hydropiperoides
Persicaria hydropiperoides là một loài thực vật có hoa trong họ Rau răm. Loài này được (Michx.) Small mô tả khoa học đầu tiên năm 1903.